# Spanische Mannschaftsmeisterschaft im Schach 1961
Die spanische Mannschaftsmeisterschaft im Schach 1961 war die fünfte Austragung dieses Wettbewerbs. Am Start waren acht Mannschaften. CA Chardenet Madrid als Titelverteidiger und CA Español Barcelona als Meister Kataloniens waren direkt qualifiziert, die übrigen Startplätze wurden in Qualifikationswettkämpfen ausgespielt. Dabei setzten sich Real Madrid CF (gegen CA Tarrasa), CA Don Bosco Madrid (gegen CC Guipuzcoano San Sebastián), CA Sans (gegen Casa de la Mancha Madrid), CA Barcelona (gegen Club Gambito Valencia), Club Palentino (gegen Ateneo Jovellanos Gijón) und CM Málaga (gegen CA Alcoy) durch. Meister wurde die Mannschaft von Real Madrid nach einem Kopf-an-Kopf-Rennen mit CA Español Barcelona, während sich der Titelverteidiger CA Chardenet Madrid mit dem dritten Platz begnügen musste.

## Modus
Die acht teilnehmenden Mannschaften spielten ein einfaches Rundenturnier an vier Brettern. Über die Platzierung entschied zunächst die Anzahl der Brettpunkte (ein Punkt für einen Sieg, ein halber Punkt für ein Remis, kein Punkt für eine Niederlage), anschließend die Anzahl der Mannschaftspunkte (zwei Punkte für einen Sieg, ein Punkt für ein Unentschieden, kein Punkt für eine Niederlage).

## Termine und Spielort
Das Turnier wurde vom 10. bis 16. September im Vereinshaus von Real Madrid ausgetragen.

## Abschlusstabelle
| Pl. | Verein                  | Sp | G | U | V | Brett-P.  | Mannsch.-P. |
| --- | ----------------------- | -- | - | - | - | --------- | ----------- |
| 01. | Real Madrid CF S.d.A.   | 7  | 5 | 2 | 0 | 20,5:7,5  | 12:2        |
| 02. | CA Español Barcelona    | 7  | 5 | 1 | 1 | 19,5:8,5  | 11:3        |
| 03. | CA Chardenet Madrid (M) | 7  | 3 | 3 | 1 | 17,0:11,0 | 9:5         |
| 04. | CA Don Bosco Madrid     | 7  | 3 | 2 | 2 | 15,5:12,5 | 8:6         |
| 05. | CA Sans                 | 7  | 2 | 3 | 2 | 15,0:13,0 | 7:7         |
| 06. | CA Barcelona            | 7  | 3 | 1 | 3 | 15,0:13,0 | 7:7         |
| 07. | Club Palentino          | 7  | 1 | 0 | 6 | 6,0:22,0  | 2:12        |
| 08. | CM Málaga               | 7  | 0 | 0 | 7 | 3,5:24,5  | 0:14        |

## Entscheidungen
|     | Spanischer Meister: Real Madrid |
| (M) | Titelverteidiger                |

## Kreuztabelle
| Ergebnisse | Ergebnisse           | 01. | 02. | 03. | 04. | 05. | 06. | 07. | 08. |
| ---------- | -------------------- | --- | --- | --- | --- | --- | --- | --- | --- |
| 01.        | Real Madrid          |     | 2½  | 2   | 3   | 2   | 3½  | 4   | 3½  |
| 02.        | CA Español Barcelona | 1½  |     | 2   | 3½  | 3   | 2½  | 4   | 3   |
| 03.        | CA Chardenet Madrid  | 2   | 2   |     | 2   | 2½  | 1½  | 3   | 4   |
| 04.        | CA Don Bosco Madrid  | 1   | ½   | 2   |     | 2   | 2½  | 3½  | 4   |
| 05.        | CA Sans              | 2   | 1   | 1½  | 2   |     | 2   | 3   | 3½  |
| 06.        | CA Barcelona         | ½   | 1½  | 2½  | 1½  | 2   |     | 3   | 4   |
| 07.        | Club Palentino       | 0   | 0   | 1   | ½   | 1   | 1   |     | 2½  |
| 08.        | CM Málaga            | ½   | 1   | 0   | 0   | ½   | 0   | 1½  |     |

## Die Meistermannschaft
| 1.            | Real Madrid |
| Schachfiguren | Arturo Pomar Salamanca, M. López, Augusto Menvielle Lacourrelle, Jaime Sicilia Pardo, José Ramón Arrupe Diego de Somonte. |